# Spirne (obwód doniecki)
Spirne (ukr. Спірне) – osiedle na Ukrainie, w obwodzie donieckim, w rejonie bachmuckim. W 2001 liczyło 80 mieszkańców, spośród których 56 posługiwało się językiem ukraińskim, a 24 rosyjskim.